# Burmester (Portwein)
J. W. Burmester & Cª Lda. ist ein Hersteller und Handelshaus für Portwein mit Sitz in Vila Nova de Gaia in Portugal, das heute zusammen mit den Schwestermarken Quinta da Boavista, Kopke, Barros, Cálem und Velhotes zur Sogevinus-Gruppe gehört. Burmester ist ein kleiner Produzent und hat sich vor allem auf höherwertige Angebote des Portwein-Types „Tawny“ spezialisiert. Die produzierten „Colheitas“ (Jahrgangs-Tawnys) erzielen regelmäßig bei Wettbewerben Spitzenergebnisse. Die Weine für die Produktion der Portweine werden von Winzern des Alto Douro bezogen, mit denen teilweise jahrzehntelange Lieferverträge bestehen.

## Geschichte
Der Familienstamm Burmester hat deutsche Wurzeln. Im schleswig-holsteinischen Mölln bekleideten deren Mitglieder über Generationen das Amt des Bürgermeisters. Aus der plattdeutschen Bezeichnung „Burgmeester“ leitet sich der Familienname Burmester ab. Ein Familienzweig wanderte nach England aus.
Infolge des 1703 zwischen England und Portugal geschlossenen Methuenvertrag verbesserten sich die Handelsbedingungen für portugiesischen Portwein und Wein, was zu einem starken Handelsaufschwung für diese Güter führte. 1730 begannen Henry Burmester und John Nash Portwein aus Vila Nova de Gaia nach Europa zu exportieren. 1750 gründeten sie gemeinsam in London die Firma Burmester, Nash & Cª. In den ersten Jahrzehnten ihres Bestehens wurde das Unternehmen zunächst von Generation zu Generation weitervererbt. Im ersten Drittel des 19. Jahrhunderts war der englische Familienstamm in Portugal kinderlos geblieben und infolge der Napoleonische Kriege auf der Iberischen Halbinsel nach England zurückgekehrt.
Am 13. Dezember 1834 ließ sich Johann Wilhelm Burmester (J. W. B.) aus Hamburg kommend in Porto nieder und hauchte dem verschuldeten Unternehmen zunächst als Angestellter und später als dessen Manager neues Leben ein. Schließlich kaufte er den übrigen Eigentümern das gesamten Unternehmen ab und wurde Alleinunternehmer. Später nahm er seine Kinder mit in den Betrieb auf und änderte 1880 den Namen der Firma in J. W. Burmester & Cª. Er erweiterte die Wertschöpfungstiefe des Unternehmens, indem er Flaschenersteller und zwei Transportschiffe für seinen Portwein hinzukaufte. J. W. Burmester ertrank 1885 tragisch am Strand von Cadouços in Foz do Douro, als er beim Beobachten der turbulenten Flut von einer Welle überrollt wurde. Daraufhin traten seine Kinder die Nachfolge an und das Unternehmen blieb die kommenden Jahrzehnte im Familienbesitz.
Am 31. Dezember 1991 kaufte die Besitzerfamilie mit der „Quinta Nova de Nossa Senhora do Carmo“ das erste eigene Weingut in der Firmengeschichte. 1992 wurde mit der Produktion von eigenen Rot- und Weißweinen aus dem Anbaugebiet Alto Douro begonnen. Ende Oktober 1999 wurde Burmester an die  portugiesische Amorim-Gruppe (Weltmarktführer im Bereich Kork) verkauft, die dann 2005 das Unternehmen – mit Ausnahme der „Quinta Nova de Nossa Senhora do Carmo“ – an die Sogevinus-Gruppe weiterveräußerte.

## Vita von Johann Wilhelm Burmester
Johann Wilhelm Burmester (* 22. Juli 1810 in Hamburg; † 2. Februar 1885 in Foz do Douro) wurde als Sohn von Johann Andreas Augustin Burmester (* 1761 in Mölln; † 1816) und dessen Frau Hanna Elizabeth, geb. Buck (* 1779 in Hamburg; † 1858) in Norddeutschland geboren. Im Alter von 23 Jahren wanderte er nach Portugal aus, wo er ein erfolgreicher Portweinproduzent und Händler wurde. Er war mit Nanny Burmester, geb. Katzenstein (* 1824; † 1908 in Porto) verheiratet. Seine Frau war die Tochter von Julius Juda Katzenstein (* 27. Dezember 1776 in Kassel; † 12. August 1858 in Kassel) und Bertha Katzenstein, geb. Steinthal (* 18. August 1790 in Kassel; † 1. März 1882 in Kassel). Zusammen hatte das Ehepaar neun Kinder:
- Luise Elisabeth Burmester (* 1848 in Porto; † 1926)
- Bertha Dorothea Burmester (* 1850 in Porto; † 1918)
- Ida Fredericke Burmester (* 1851 in Porto; † 1897)
- Gustav Adolf Burmester (* 1852 in Massarelos; † 1940)
- Hermann Heinrich Burmester (* 1854 in Porto; † 1934)
- Wilhelm Emil Burmester (* 1858 in Porto; † 1921)
- Franz Ferdinand Burmester (* 1860 in Porto; † 1937)
- Otto Ludwig Burmester (* 1862 in Porto; † unbekannt)
- Julius Wilhelm Burmester (* 1865 in Porto; † 1939)